# Trichopterolophia andamanica
Trichopterolophia andamanica là một loài bọ cánh cứng trong họ Cerambycidae.